# La Honte (roman)
Pour les articles homonymes, voir La Honte, Shame et La Honte (roman d'Annie Ernaux).
La Honte (titre original : Shame), le troisième roman de Salman Rushdie, paraît en 1983.
Le livre est, en France, lauréat du prix du Meilleur livre étranger en 1985.